# Korać-Cup 1990/91
Die Saison 1990/91 war die 20. Spielzeit des Korać-Cup, der von der FIBA Europa ausgetragen wurde.
Den Titel gewann Shampoo Clear Cantù aus Italien. Für Cantù war es der insgesamt vierte Gewinn des Korać-Cup.

## Modus
Es nahmen 32 Mannschaften aus 13 Nationen teil. Nach der Qualifikationsrunde spielten die 32 Teams eine Ausscheidungsrunde. Die Gewinner dieser Spiele qualifizierten sich für die Gruppenphase, die aus vier Gruppen mit je vier Teams bestand. Die beiden Erstplatzierten jeder Gruppe erreichten das Viertelfinale, gefolgt vom Halbfinale und dem Finale.
Die Sieger der Spielpaarungen in der Qualifikationsrunde, der 2. Runde, im Viertelfinale, im Halbfinale, sowie des Finals wurden in Hin- und Rückspiel ermittelt.

## 1. Runde (Qualifikation)
|                                   | Gesamt  |                             | Hinspiel | Rückspiel   |
| --------------------------------- | ------- | --------------------------- | -------- | ----------- |
| Fenerbahce Istanbul               | 142:165 | RBC Verviers-Pepinster      | 83:77    | 59:78       |
| APOEL Nikosia                     | 110:173 | Ranger Pallacanestro Varese | 55:87    | 55:87       |
| ICED Bukarest                     | 148:245 | VEF Riga                    | 89:106   | 59:139      |
| BG Stuttgart/Ludwigsburg          | 154:186 | Iraklis Thessaloniki        | 92:91    | 62:95       |
| Solna IF Stockholm                | 174:185 | FC Mulhouse Basket          | 81:92    | 93:93       |
| Tungsram Budapest                 | 147:189 | Efes Pilsen Istanbul        | 70:90    | 77:99       |
| BK Citroen Klagenfurt             | 153:141 | Inter Slovnaft Bratislava   | 69:59    | 84:82       |
| KTP Kotka                         | 162:172 | BK Budiwelnyk Kiew          | 84:88    | 78:84       |
| UKJ Möllersdorf Traiskirchen      | 138:212 | BC Trane Castors Braine     | 76:111   | 62:101      |
| HKS Stal Bobrek Bytom             | 185:213 | Hapoel Tel Aviv             | 98:125   | 87:88       |
| Pädagogische Hochschule Magdeburg | 113:243 | KK Smelt Olimpia Ljubljana  | 46:122   | 67:121      |
| Panathinaikos Athen               | 144:139 | TJ Sparta Prag              | 72:64    | 72:75       |
| SC Beira-Mar Aveiro               | 177:182 | Olympique d’Antibes         | 81:77    | 96:105      |
| SK Alma-Ata                       | 156:151 | BK Akademik Warna           | 85:63    | 71:88       |
| Viola Reggio Calabaria            | 165:153 | Hapoel Jerusalem            | 71:62    | 94:91 n. V. |
| CS Universitatea Cluj             | 184:192 | Panionios Athen             | 98:89    | 86:103      |
| BBC Etzella                       | 173:174 | BV KBS Orcas Urk            | 103:97   | 70:78       |
| BG Charlottenburg Berlin          | 162:145 | SD Caja de Ronda Málaga     | 88:77    | 74:68       |
| AEK Athen                         | 230:190 | Alvik BK Stockholm          | 123:98   | 107:92      |
| Tofaş SK                          | 150:175 | Phonola Juventus Caserta    | 74:86    | 76:89       |
| Apóllon Lemesós                   | 111:171 | CB Estudiantes Madrid       | 55:82    | 56:89       |
| BCM Gravelines                    | 156:146 | Nashua EBBC Den Bosch       | 89:72    | 67:74       |
| Budapest Honved SE                | 164:162 | Çukurova Üniversitesi Adana | 96:86    | 68:76       |
| BC Ostende                        | 195:189 | EB Pau-Orthez               | 100:80   | 95:109      |
| KK Kalev Tallinn                  | 193:172 | BK Banik Prievidza          | 107:87   | 86:85       |
| VGNN Donar Groningen              | 153:192 | KK Vojvodina Novi Sad       | 80:90    | 73:102      |
| SAM Basket Massagno               | 124:244 | Shampoo Clear Cantú         | 84:118   | 40:126      |
| RAS Maccabi Brüssel               | 202:209 | Bellinzona Basket           | 96:100   | 106:109     |

## Teilnehmer
| Teilnehmer   | Teilnehmer | Teilnehmer               | Teilnehmer                 | Teilnehmer               | Teilnehmer                  |
| Land         | Anzahl     | Mannschaften             | Mannschaften               | Mannschaften             | Mannschaften                |
| ------------ | ---------- | ------------------------ | -------------------------- | ------------------------ | --------------------------- |
| Griechenland | 4          | AEK Athen                | Panathinaikos Athen        | Panionios Athen          | Iraklis Thessaloniki        |
| Italien      | 4          | Viola Reggio Calabria    | Shampoo Clear Cantú        | Phonola Juventus Caserta | Ranger Pallacanestro Varese |
| Jugoslawien  | 4          | KK Vojvodina Novi Sad    | KK Smelt Olimpia Ljubljana | KK Zadar                 | KK Cibona Zagreb            |
| Sowjetunion  | 4          | SKA Alma-Ata             | VEF Riga                   | BK Budiwelnyk Kiew       | KK Kalev Tallinn            |
| Belgien      | 3          | Trane Castors Braine     | BC Ostende                 | RBC Verviers-Pepinster   |                             |
| Frankreich   | 3          | BCM Gravelines           | FC Mulhouse Basket         | Élan Béarnais Orthes     |                             |
| Spanien      | 3          | Joventut de Badalona     | CB Estudiantes Madrid      | Real Madrid              |                             |
| Deutschland  | 1          | BG Charlottenburg Berlin |                            |                          |                             |
| Israel       | 1          | Hapoel Tel Aviv          |                            |                          |                             |
| Österreich   | 1          | BK Citroen Klagenfurt    |                            |                          |                             |
| Schweiz      | 1          | Bellinzona Basket        |                            |                          |                             |
| Türkei       | 1          | Efes Pilsen Istanbul     |                            |                          |                             |
| Ungarn       | 1          | Budapest Honved SE       |                            |                          |                             |

## 2. Runde
|                        | Gesamt  |                             | Hinspiel | Rückspiel |
| ---------------------- | ------- | --------------------------- | -------- | --------- |
| RBC Verviers-Pepinster | 183:187 | Ranger Pallacanestro Varese | 74:84    | 109:103   |
| VEF Riga               | 190:200 | Iraklis Thessaloniki        | 113:97   | 76:103    |
| FC Mulhouse Basket     | 173:166 | Efes Pilsen Istanbul        | 87:70    | 87:96     |
| BK Budiwelnyk Kiew     | 167:172 | BC Trane Castors Braine     | 94:83    | 73:89     |
| BK Citroen Klagenfurt  | 110:192 | Real Madrid                 | 63:112   | 47:80     |
| Hapoel Tel Aviv        | 171:170 | KK Smelt Olimpia Ljubljana  | 77:67    | 94:103    |
| Panathinaikos Athen    | 90:180  | Olympique d’Antibes         | 97:80    | 93:100    |
| SKA Alma-Ata           | 178:198 | KK Cibona Zagreb            | 82:88    | 96:110    |
| Viola Reggio Calabria  | 154:163 | Panionios Athen             | 77:73    | 77:90     |
| BV KBS Orcas Urk       | 143:165 | BG Charlottenburg Berlin    | 70:71    | 73:94     |
| AEK Athen              | 154:174 | Phonola Juventus Caserta    | 87:74    | 67:100    |
| CB Estudiantes Madrid  | 145:144 | BCM Gravelines              | 77:66    | 68:78     |
| Budapest Honved SE     | 147:189 | BC Ostende                  | 71:91    | 76:98     |
| KK Kalev Tallinn       | 156:167 | KK Zadar                    | 85:75    | 71:92     |
| KK Vojvodina Novi Sad  | 167:169 | Shampoo Clear Cantú         | 82:81    | 85:88     |
| Bellinzona Basket      | 164:242 | Joventut de Badalona        | 96:121   | 68:121    |

## Gruppenphase

### Gruppe A
| Team                       | Sp | S | N | P+  | P-  |
| -------------------------- | -- | - | - | --- | --- |
| 1. Shampoo Clear Cantú     | 6  | 6 | 0 | 548 | 473 |
| 2. Real Madrid             | 6  | 4 | 2 | 539 | 484 |
| 3. Panathinaikos Athen     | 6  | 1 | 5 | 491 | 548 |
| 4. BC Trane Castors Braine | 6  | 1 | 5 | 518 | 591 |

### Gruppe B
| Team                        | Sp | S | N | P+  | P-  |
| --------------------------- | -- | - | - | --- | --- |
| 1. Phonola Juventus Caserta | 6  | 5 | 1 | 518 | 458 |
| 2. KK Cibona Zagreb         | 6  | 3 | 3 | 535 | 480 |
| 3. BG Charlottenburg Berlin | 6  | 2 | 4 | 502 | 540 |
| 4. Hapoel Tel Aviv          | 6  | 2 | 4 | 481 | 558 |

### Gruppe C
| Team                    | Sp | S | N | P+  | P-  |
| ----------------------- | -- | - | - | --- | --- |
| 1. Joventut de Badalona | 6  | 5 | 1 | 532 | 387 |
| 2. FC Mulhouse Basket   | 6  | 3 | 3 | 466 | 533 |
| 3. Ranger Palla. Varese | 6  | 2 | 4 | 523 | 563 |
| 4. Iraklis Thessaloniki | 6  | 2 | 4 | 510 | 548 |

### Gruppe D
| Team                     | Sp | S | N | P+  | P-  |
| ------------------------ | -- | - | - | --- | --- |
| 1. KK Zadar              | 6  | 4 | 2 | 589 | 538 |
| 2. CB Estudiantes Madrid | 6  | 4 | 2 | 526 | 501 |
| 3. Panionios Athen       | 6  | 4 | 2 | 558 | 556 |
| 4. BC Ostende            | 6  | 0 | 6 | 524 | 602 |

## Viertelfinale
|                          | Gesamt  |                       | Hinspiel | Rückspiel |
| ------------------------ | ------- | --------------------- | -------- | --------- |
| Shampoo Clear Cantú      | 160:147 | KK Cibona Zagreb      | 80:70    | 80:77     |
| Phonola Juventus Caserta | 150:153 | Real Madrid           | 92:79    | 58:74     |
| Joventut de Badalona     | 156:155 | CB Estudiantes Madrid | 93:79    | 63:76     |
| KK Zadar                 | 151:164 | FC Mulhouse Basket    | 84:84    | 67:80     |

## Halbfinale
|                    | Gesamt  |                      | Hinspiel | Rückspiel |
| ------------------ | ------- | -------------------- | -------- | --------- |
| Real Madrid        | 151:149 | Joventut de Badalona | 71:75    | 80:74     |
| FC Mulhouse Basket | 136:149 | Shampoo Clear Cantú  | 82:85    | 54:64     |

## Finale
|             | Gesamt  |                     | Hinspiel | Rückspiel   |
| ----------- | ------- | ------------------- | -------- | ----------- |
| Real Madrid | 164:168 | Shampoo Clear Cantú | 71:73    | 93:95 n. V. |

- Final-Topscorer:  Pace Mannion (Shampoo Clear Cantú): 68 Punkte